# Formulaire des trous noirs
Ce formulaire des trous noirs réunit les formules physiques utilisées pour calculer les principales caractéristiques des trous noirs. Il est limité aux trous noirs de Schwarzschild, sans charge ni moment cinétique.

## Notations
- {\displaystyle A} : l'aire de la surface de la sphère contenue dans l'horizon des évènements du trou noir ;
- {\displaystyle T} : la température absolue ;
- {\displaystyle c} : la vitesse de la lumière ;
- {\displaystyle {\hbar }} : la constante de Planck réduite, {\displaystyle \hbar ={h \over 2\pi }} ;
- {\displaystyle k_{B}} : la constante de Boltzmann ;
- {\displaystyle \sigma } : la constante de Stefan-Boltzmann ;
- {\displaystyle G} : la constante universelle de gravitation ;
- {\displaystyle M} : la masse du trou noir.

Rappel : {\displaystyle {\frac {{\hbar }c}{GM^{2}}}} est sans dimension et vaut, pour une masse solaire par exemple, environ 10−76 ; ceci afin de fixer les ordres de grandeur.

## Évaporation des trous noirs
Les trous noirs émettent une radiation, dite de Hawking, dont le spectre est exactement celui d'un corps noir d'une température donnée qui, pour un trou noir de Schwarzschild est :
{\displaystyle T={\frac {1}{8\pi k_{\mathrm {B} }}}{\frac {\hbar c^{3}}{GM}}}
Cette température est donc inversement proportionnelle à la masse de trou noir. Exprimé en masses solaires :
{\displaystyle {\frac {T}{1\;{\mathrm {K} }}}=6,\!2\times 10^{-8}{\frac {M_{\odot }}{M}}}
Le trou noir finit par s'évaporer complètement au terme d'un temps :
{\displaystyle t_{e}={\frac {256}{3}}{\frac {\pi ^{3}G^{2}k_{B}^{4}}{\sigma e^{6}\hbar ^{4}}}M^{3}}
En unités de masses solaires, on obtient :
{\displaystyle {\frac {t_{e}}{1\;{\mathrm {an} }}}=10^{64}\left({\frac {M}{M_{\odot }}}\right)^{3}}

## Entropie et température du trou noir
L'entropie {\displaystyle S} d'un trou noir de surface {\displaystyle A} est donnée par :
{\displaystyle {\frac {S}{k_{B}}}={\frac {Ac^{3}}{4{\hbar }G}}}

## Taille d'un trou noir
Le rayon {\displaystyle R} est proportionnel à la masse (pour une rotation donnée) :
{\displaystyle R=JGM/c^{2}}
{\displaystyle J} dépend de la rotation du trou noir. Il varie entre 1 (rotation maximale) et 2 (pas de rotation). Donc, la surface vaut :
{\displaystyle A=4\pi (JGM/c^{2})^{2}}